# 19436 Marycole
19436 Marycole este un asteroid din centura principală de asteroizi.

## Descriere
19436 Marycole este un asteroid din centura principală de asteroizi. A fost descoperit pe 24 martie 1998 la Socorro, New Mexico, în cadrul proiectului LINEAR. Asteroidul prezintă o orbită caracterizată de o semiaxă mare de 2,48 ua, o excentricitate de 0,08 și o înclinație de 4,9° în raport cu ecliptica.